# Laban Key
Laban Key là một ứng dụng trên thiết bị di động, để nhập tiếng Việt, của VNG, phát triển bởi Phạm Kim Long và cộng sự, dựa trên mã nguồn mở của phần mềm Unikey.